# Franciszek Ksawery Drucki-Lubecki
Le prince Franciszek Ksawery Drucki-Lubecki, en français François Xavier Drucki-Lubecki,  né en 1778 à Pohost Zahorodzki (près de Pinsk) et mort en 1846 à Saint-Pétersbourg, est un officier, économiste, financier et homme d'État issu d'une famille polonaise du grand-duché de Lituanie, mais qui a fait toute sa carrière au service de la Russie. 

## Biographie
Il est issu d'une famille de haute noblesse désargentée de la région de Pinsk.
Le grand-duché de Lituanie forme à cette époque avec le royaume de Pologne la république des Deux Nations, qui de 1772 à 1795, subit les trois partages qui la réduissent progressivement à néant. La région de Pinsk est annexée au deuxième partage (1793).

### Carrière militaire (1785-1800)
Formé comme officier d'infanterie à l'école des Cadets de Saint-Pétersbourg, où il entre dès 1785, François Xavier sert dans l'armée russe de 1794 à 1800, notamment lors des campagnes de Souvorov en Italie et en Suisse, sans toutefois avoir jamais à combattre personnellement les Légions polonaises de Dombrowski.

### Semi-retraite (1800-1821)
À la suite d'une blessure, il quitte le service et s'installe dans la région de Grodno. En 1809, il devient maréchal de la noblesse du gouvernement de Grodno. 
En 1813, il épouse sa nièce Maria Scipio del Campo (1799-1876) qui lui donnera sept enfants (l'aîné en 1817).
En 1813-1815, il fait partie du Conseil suprême provisoire du duché de Varsovie, occupé par l'armée russe après la retraite de Russie, conseil dont le président est Vassili Lanskoï.

### Ministre des finances du royaume de Pologne (1821-1830)
En 1821, Drucki-Lubecki devient « ministre des Revenus et du Trésor » du royaume de Pologne, qui a remplacé le duché de Varsovie au bénéfice du tsar Alexandre, désigné comme « roi de Pologne » par le congrès de Vienne. Siégeant au palais du Ministre du Trésor, il reste à ce poste jusqu'à l'insurrection de novembre 1830. 
Du point de vue de la théorie économique, il se place dans le courant des partisans de l'intervention de l'État.
Il réussit à redresser les finances du royaume en exigeant le paiement effectif des impôts dus, disposant alors de ressources pour des investissements (salines de Ciechocinek ; canal d'Augustów). Il est à l'origine de la Société de crédit foncier (1825) et de la Banque de Pologne (1828) et joue un rôle important dans le développement économique du royaume durant cette décennie. Il obtient du gouvernement russe la levée des barrières douanières vis-à-vis du royaume, mais impose des taxes à l'importation des produits allemands.

### L'option pour la Russie après l'insurrection de 1830
En décembre 1830, il est opposé à l'insurrection, déclenchée le 29 novembre, qu'il considère comme une aventure dangereuse. Le gouvernement polonais d'orientation encore modérée l'envoie alors avec Jan Jezierski à Saint-Pétersbourg, afin de négocier avec le tsar (Nicolas, successeur d'Alexandre), à qui il est demandé de respecter la constitution du royaume, de ne pas utiliser l'armée et de céder au royaume les terres polono-lituaniennes annexées par la Russie. Après le rejet de ces demandes, qui entraîne la déposition de Nicolas comme roi de Pologne (janvier 1831) et le début de la guerre polono-russe, il reste à Saint-Pétersbourg, où il travaille sur la réforme des institutions du royaume.
En 1832, il devient membre du Conseil d'État de Russie.